# Anaglyptus arabicus
Anaglyptus arabicus är en skalbaggsart som först beskrevs av Küster 1847.  Anaglyptus arabicus ingår i släktet Anaglyptus och familjen långhorningar.
Artens utbredningsområde är Iran. Inga underarter finns listade i Catalogue of Life.